# Сражение при Жарноке
Сражение при Жарноке (венг. Zsarnócai csata) — сражение, произошедшее 16 мая 1664 года на территории Словакии во время австро-турецкой войны 1663—1664 гг. Закончилось победой войск Священной Римской империи.

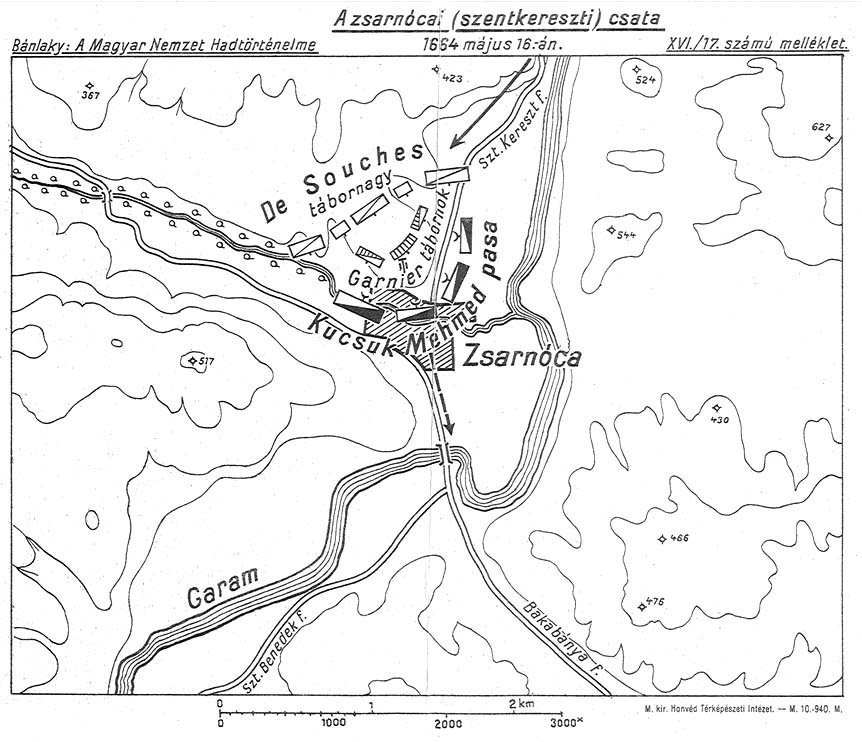
Карта сражения при Жарноке

Весной 1664 года основная армия Габсбургской империи готовилась к осаде замка Канижа на юге Венгрии, а войска графа Жана Луи Радюи де Суше (меньше  11 000 солдат) пытались остановить на территории Словакии наступающую османскую армию. 3 мая после более чем двухнедельной осады он занял город Нитра. Затем австрийская армия двинулась к городу Лева, переправившись через реку Грон 9 мая. Однако австрийский план провалился из-за ливня, вызвавшего наводнение, и имперцам пришлось повернуть назад. Пока войска Габсбургов готовились переправиться через реку Грон, появился турецкий отряд из примерно 15 000 солдат под командованием Кучука Мехмед-паши.
Кучук Мехмед-паша решил опередить у Жарноки отступающую имперскую армию, проникнув вниз по долине вдоль Грона, и не позволить ей перейти там мост. Однако турецкий авангард достиг моста у Жарнока только в 9 часов утра 16 мая, когда основная часть имперской армии перешла мост, и только арьергард все еще стоял там, частично у моста, частично в деревне Жарнока, севернее.
Турецкий авангард быстро оттеснил от моста охрану и 300 всадников, стоявших неподалеку. Имперцы отступили к Жарноке, где стоял с 1000 человек генерал Гарнье. Гарнье немедленно доложил фельдмаршалу о нападении турок. Суше со всей доступной немецкой кавалерией и пехотой и несколькими орудиями немедленно повернул назад и рано утром прибыл на возвышенность к северу от Жарноки. Выстроив свои войска в боевой порядок и расставив орудия, он спокойно ожидал нападения армии паши. Со стороны имперцев в сражении приняли участие 2500 немецких кавалеристов, 500 драгун и 800 немецких пехотинцев, а также венгерские гусары.
Часть турецкой армии перешла по мосту, другая часть переправилась вброд через Грон. Затем турки решительно атаковали возвышенность, занятую имперцами. Когда они достигли возвышенности, то были обстреляны огнем немецкой пехоты и артиллерии и отброшены. Последовали атака за атакой, и бой продолжался почти до самой ночи, пока наконец в последней атаке не пал сам паша.
Тогда имперцы контратаковали вниз с горы и оттеснили турецкие войска, большая часть которых бежала за Грон, преследуемая легкой венгерской кавалерией. 
Со стороны турок, помимо Кучука Мехмед-паши, пало 8 аг и около тысячи солдат. Согласно немецким источникам, имперцы потеряли всего 89 человек убитыми и 30 ранеными.
После битвы турки в отместку подожгли все деревни и отступили к Эстергому и Эршекуйвару. Имперская армия не стала последовать турок и даже не попыталась захватить Леву, что легко можно было сделать, а оставалось в Гарамсенткересте.